# Bages (Pirenéus Orientais)
Bages é uma comuna francesa na região administrativa da Occitânia, no departamento dos Pirenéus Orientais. Estende-se por uma área de 11.95 km², com 4.220 habitantes, segundo o censo de 2018, com uma densidade de 350 hab/km².